# Lidulalan
Lidulalan ist ein osttimoresischer Ort im Suco Seloi Craic (Verwaltungsamt Aileu, Gemeinde Aileu).

## Geographie
Der Weiler Lidulalan liegt im Zentrum der Aldeia Talifurleu auf einer Meereshöhe von 1102 m, südlich der „Neuen Brücke“ (Ponte Foun), die es vom Dorf Aibitikeou trennt. Die Straße aus Lidulalan trifft dort auf die Überlandstraße von Gleno nach Turiscai. Nach Süden kommt man von Lidulalan aus in den Suco Seloi Malere, wo an der Grenze das Dorf Cotbauru (Aldeia Cotbauru) sich befindet. Südwestlich liegt der Lago Seloi (Seloi-See). Die nächste Grundschule steht in Aibitikeou.